# Кирхен, Ким
Ким Кирхен (англ. Kim Kirchen), род. 3 июля 1978 в городе Люксембурге) — бывший шоссейный велогонщик. Стал профессионалом в 2000 году с командой De Nardi-Pasta Montegrappa, в 2001 с Fassa Bortolo. С 2006 выступал за команду T-Mobile Team. В 2010 году выступал за российскую команду «Катюша».
Первая победа Кима состоялась в 2000 году, когда он выиграл Piva Col trophy. Кирхен был объявлен Спортсменом года в Люксембурге в 2000, 2003, 2004, 2005 и 2007. В ночь с 18 на 19 июня 2010 года во время велогонки Тур Швейцарии был госпитализирован с сердечным приступом и введён в состояние искусственной комы, в котором находился до 23 июня. После выздоровления заявил о возможном завершении карьеры и больше не участвовал в велогонках.

## Достижения
2001 — Fassa Bortolo
1-е место — Tour de Luxembourg, 3-й этап
2002 — Fassa Bortolo
1-е место — Ronde van Nederland
1-е место — Tour de Berne
2003 — Fassa Bortolo
1-е место — Paris-Brussels
4-е место — Тур Швейцарии
2004 — Fassa Bortolo
 Чемпион Люксембурга в групповой гонке
1-е место — Tour de Luxembourg, 1-й этап
6-е место — на Летних Олимпийских Играх 2004 Шоссе
2005 — Fassa Bortolo
1-е место — Tour de Pologne (1-й в очковой классификации и 7-й этап)
1-е место — GP Chiasso
1-е место — Trofeo Laigueglia
1-е место Settimana Ciclistica Internazionale Coppi e Bartali  4-й этап
2-е место — La Flèche Wallonne
2-е место — Coppa Placci
2006 — T-Mobile Team
 Чемпион Люксембурга в групповой гонке
1-е место Tour de Luxembourg Пролог
2007 — T-Mobile Team
7-е место в генеральной классификации —  Tour de France
1-е место — 15 этап, Tour de France
2-е место — Тур Швейцарии
3-е место — Brabantse Pijl
2-е место —  Tirreno-Adriatico
7-е место —  Tour de Pologne
2008 — Team Columbia
1-е место — Тур Страны Басков, 2-й этап, 4-й этап
1-е место — La Flèche Wallonne
1-е место — Тур Швейцарии, 6-й этап
 Чемпион Люксембурга в гонке с раздельным стартом
8-е место в генеральной классификации —  Tour de France
 1st, Tour de France Очковая классификация после этапов 2-4, 6, 7 & 9
 1st, Tour de France Генеральная классификация после этапов 6-9
2009
 Чемпион Люксембурга в гонке с раздельным стартом
1-е место — Тур Швейцарии, этап 7

### Гранд Туры

#### Тур де Франс
- 2004: 63-й в общем зачете
- 2005: сошёл на 11-м этапе
- 2007: 7-й в общем зачете
- 2008: 8-й в общем зачете

#### Джиро д'Италия
- 2003: 29-й в общем зачете